# O Tempo de Cantar Chegou
O Tempo de Cantar Chegou é o trigésimo segundo álbum de estúdio da cantora brasileira Shirley Carvalhaes, lançado em 2012 pela Sony Music Brasil. O projeto contou com produção musical de Merewilton Lages, Cleybinho e Reginaldo Régis e a participação especial do Leonardo Gonçalves em "Primavera".

## Faixas
1. "Esse Adorador" (Rozeane Ribeiro) - 5:39
2. "Ouvi Dizer" (Gislaine e Mylena) - 5:19
3. "Eu Sou Deus" (Jazinho) - 5:49
4. "Primavera" (Alessandro Almeyda) - 5:43
5. "Tanque de Betesda" (Moisés Cleyton) - 5:16
6. "Farol na Escuridão" (Raimundo Netto) - 3:59
7. "Caminho do Mestre" (Júnior Maciel/Josias Teixeira) - 5:04
8. "A Fé" (Moisés Cleyton) - 6:11
9. "Amigo do Peito" (Emanuel de Albertin) - 4:12
10. "Olha eu De Novo" (Denner de Souza/Adriano Barreto) - 5:25
11. "Movimento de Deus" (Marquinhos Nascimento) - 3:59
12. "Vivas em Mim" (Natanael Rodrigues) - 3:49
13. "Lábios de Mel" (Alessandro Almeyda) - 4:27

## Créditos
Nas faixas 1, 5 e 6:
- Produção Musical e Arranjos: Cleybinho
- Guitarras e Violões: Cleybinho
- Pianos e Teclados: Kleyton Martins
- Baixo: Marcos Natto
- Bateria: Leonardo Reis
- Percussão: Zé Leal
- Back-Vocal: Janeh Magalhães, Adiel Ferr, Alessandro Almeyda e Renato Barros
- Violinos: Aramís Rocha, Guilherme Sotero, Robson Rocha
- Viola: Daniel Pires
- Cello: Daniel Rocha
- Gravado no Stúdio RFS (RJ)

Nas faixas 2, 4, 7, 8, 9, 10, 12 e 13:
- Produção Musical: Merewilton Lages
- Pianos e Teclados: Rafael Fagundes, Anderson Toledo, Karlinhos e Merewilton Lages
- Bateria: Anderson Batista, André Carreraz e Samuel Fagundes
- Effects, Loops e Coberturas: Merewilton Lages
- Baixo: Marcos Natto e Yonno Bass
- Guitarras Solo e Base: Wagner Sanches
- Acordeon: Heron Lima
- Violões Solo e Base: Merewilton Lages
- Flautas: Hilquias Alves
- Percussão: Merewilton Lages
- Trompas: André
- Metais: David Cabral, Marquinhos e Joabe
- Violinos: Aramís Rocha, Robson Rocha, Guilherme Sotero e Milton Júnior
- Viola: Daniel Pires
- Cello: Daniel Rocha
- Back-Vocal: Janeh Magalhães, Paulo Zuckini, Cleyde Jane, Fael Magalhães, Renato Barros, Demétrios Lima e Alessandro Almeyda
- Arranjos e Orquestração: Merewilton Lages
- Arranjos de Cordas e Metais: Quiel Nascimento
- Gravado no Tivas Studios (SP), Lumek Studios (SP), MW Studios (SP), HM Studios (SP), Yahoo Studios (RJ) e Studio RFS (RJ)
- Técnicos: Márcio Abelha, Kelmer Kesley, Jotha Bhe, Luizinho, Reginaldo Régis, Luiz Carlos e Everson Dias
- Auxiliares de Estúdio: Célio Viana, Alessandro e Luciano
- Locução: Merewilton Lages
- Direção de Voz: Alessandro Almeyda e Merewilton Lages
- Participação de Voz: Renato Barros
- Participação na música "Primavera" com fala e canto em hebraico: Leonardo Gonçalves

Nas faixas 3 e 11:
- Produzido por: Reginaldo Régis
- Teclados: Eron Lima
- Acordeon: Eron Lima
- Cordas: Eron Lima e Clauber Stewart
- Bateria: Anderson Farias
- Baixo: Luiz Gomes
- Violões: Thiago Martins
- Guitarras: Thiago Martins
- Metais: Jorginho Trompete
- Percussão: Zé Leal
- Maracas: Rosa Porto
- Back-Vocal: Adiel Ferr, Yzis Moura, Janeh Magalhães e Cleyde Jane
- Arranjos e Regência: Eron Lima
- Gravado no Studio RFS (RJ)
- Engenheiro de Áudio e Técnico de Gravação: Reginaldo Régis
- Assistente de Estúdio: Rosa Porto
- Mixado por Val Martins no Yahoo Studios (RJ)
- Masterizado por Luciano Vassão no estúdio Master Final (SP)